# Lâu đài Glücksburg

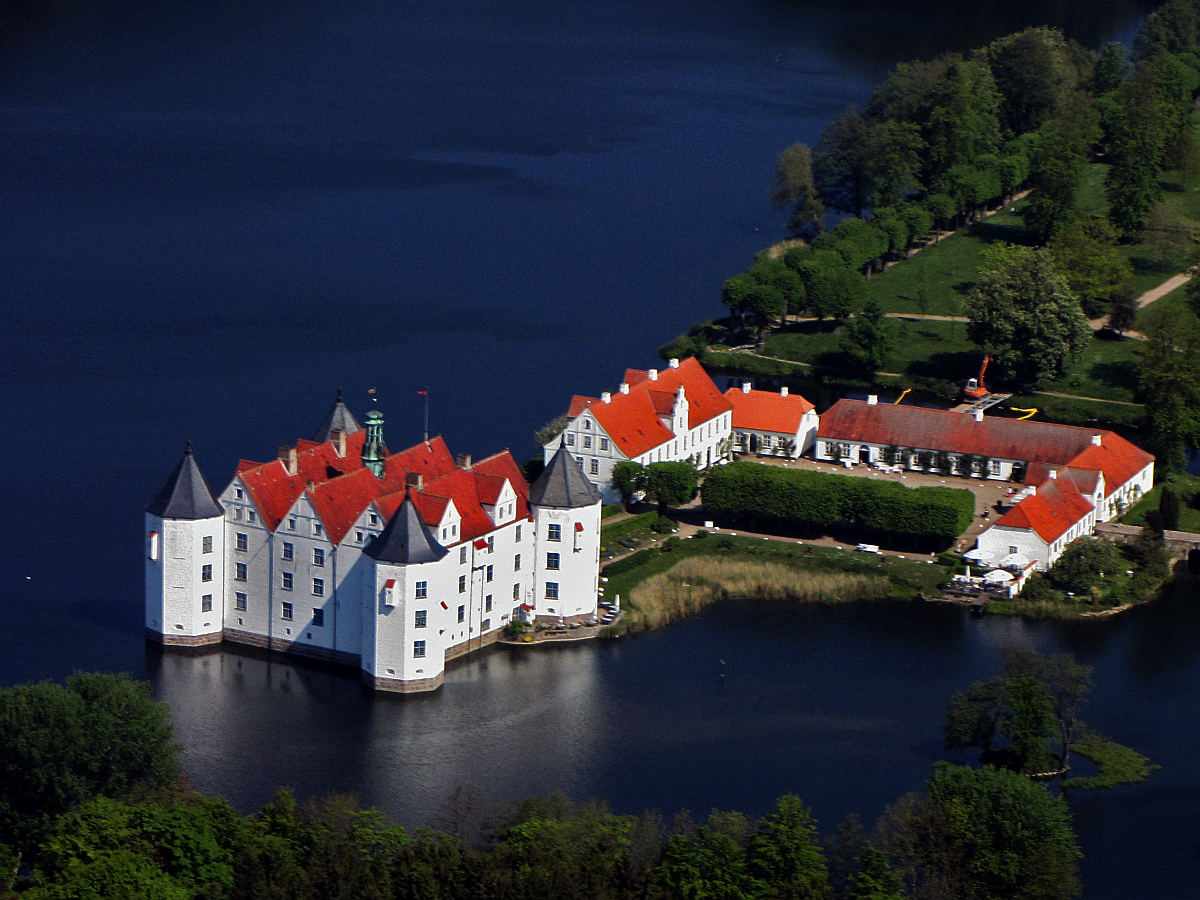
Ảnh chụp từ trên cao của lâu đài Glücksburg

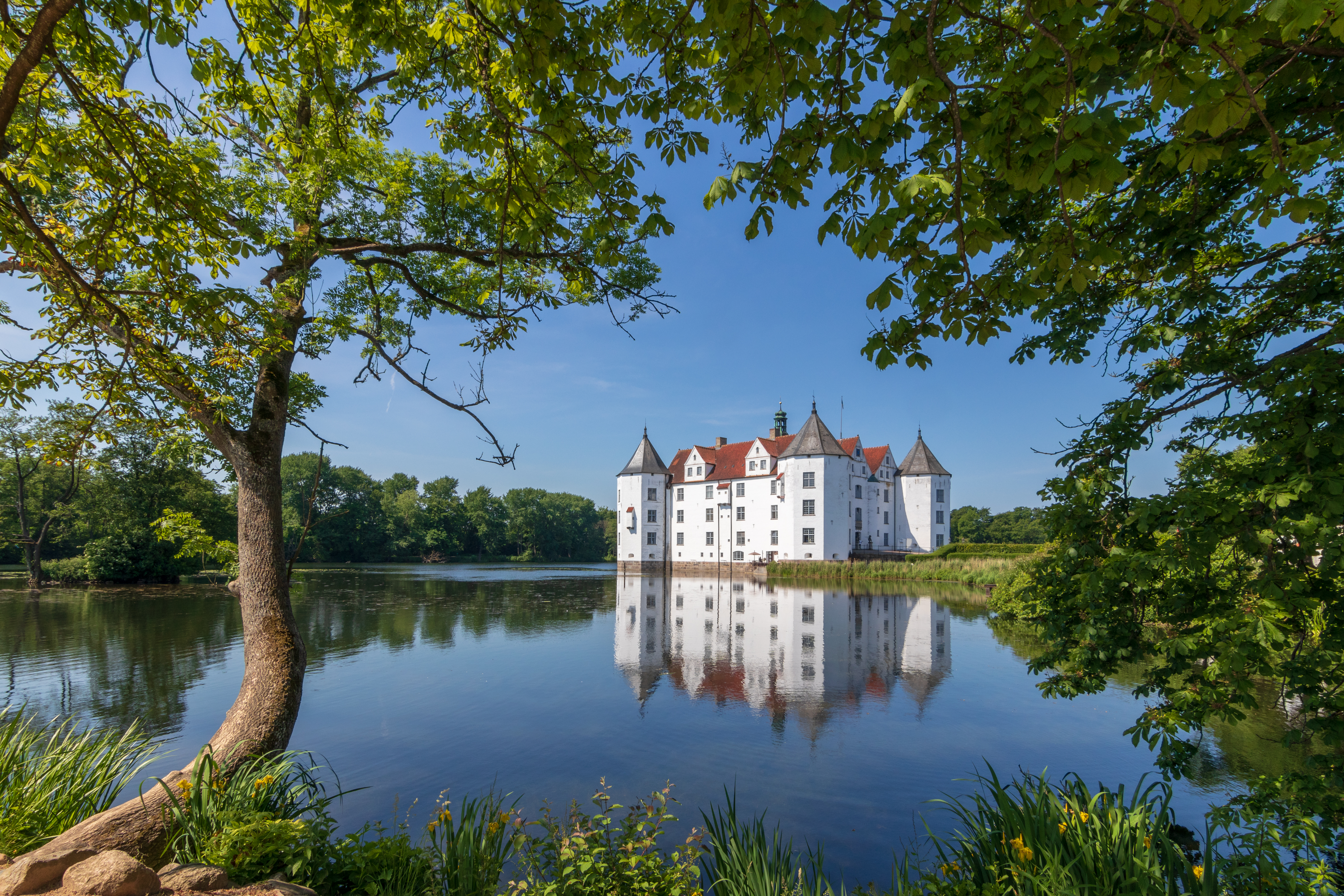
Hướng đông bắc.

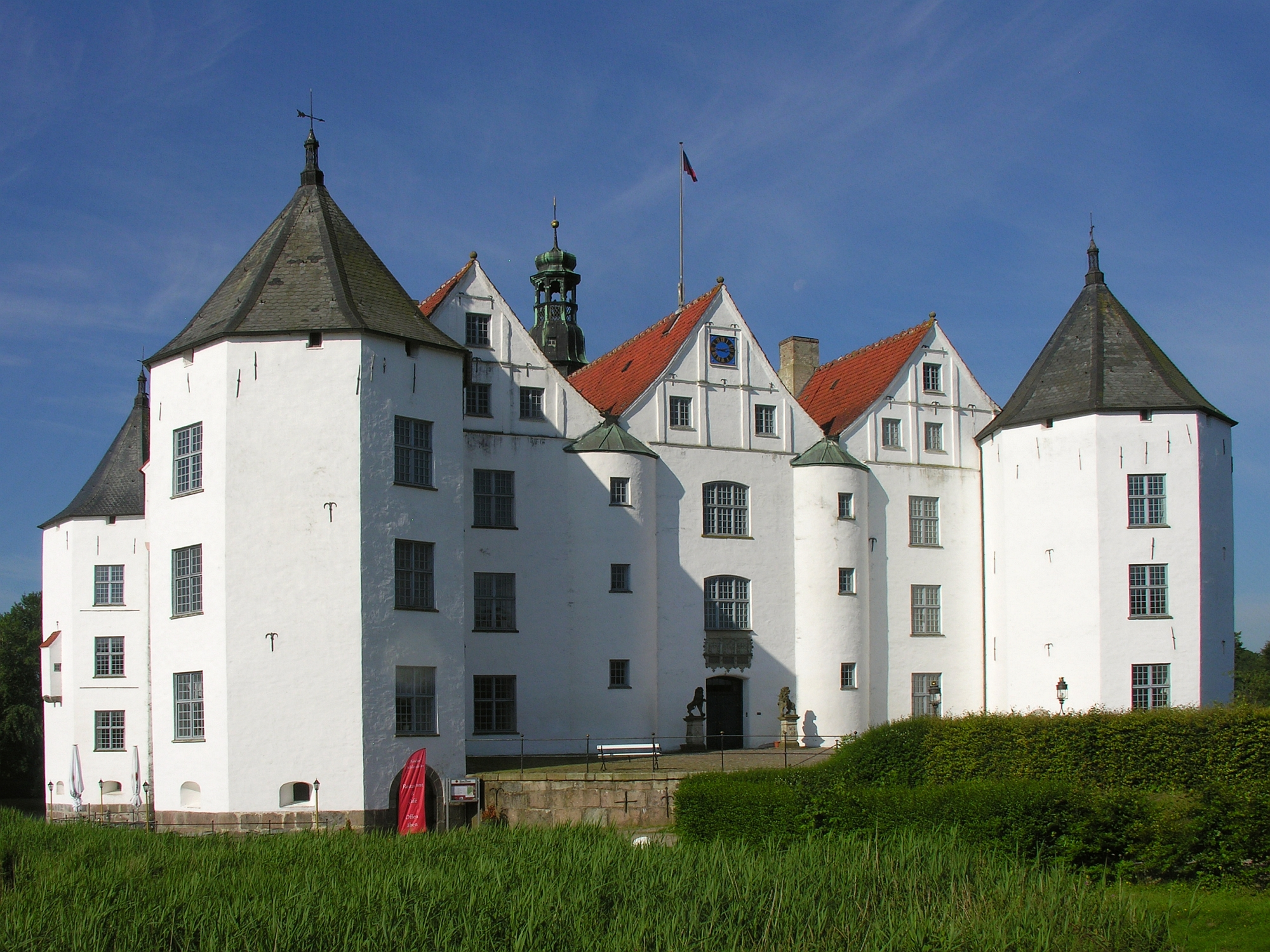
Nhìn từ sân trong.

Lâu đài Glücksburg (tiếng Đức: Schloss Glücksburg, tiếng Đan Mạch: Lyksborg Slot) là một lâu đài nước (tiếng Đức: Wasserschloss) ở thị trấn Glücksburg, Đức. Đây là một trong những lâu đài thời Phục Hưng quan trọng nhất ở Bắc Âu. Đây là trụ sở của Nhà Schleswig-Holstein-Sonderburg-Glücksburg và cũng từng được các vị vua Đan Mạch sử dụng. Nằm trên vịnh hẹp Flensburg Firth, lâu đài ngày nay là một bảo tàng thuộc sở hữu công, không còn là nơi sinh sống của gia đình công tước.

## Lịch sử
Lâu đài được xây dựng từ năm 1582 đến năm 1587 bởi Nikolaus Karies cho John II, Công tước Schleswig-Holstein-Sonderburg (1545-1622) tại địa điểm của tu viện cũ Ryd Abbey của Dòng Xitô, vật liệu xây dựng của tu viện đã được tái sử dụng một phần trong lâu đài. Khuôn viên của Tu viện Ryd Abbey về sau bị ngập lụt để tạo ra một cái ao lớn gần như hoàn toàn bao quanh lâu đài.

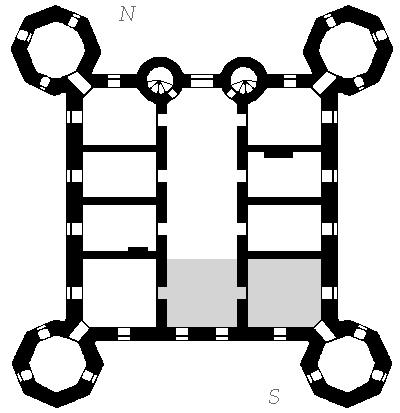
Mặt bằng nhìn từ bên trên, phần màu xám đánh dấu khu vực nhà nguyện nằm ở tầng trệt.

Lâu đài được xây dựng trên nền đá granit cao 2,5 mét (8,2 ft) nổi lên khỏi mặt nước. Những viên gạch được sử dụng để xây dựng chủ yếu được lấy từ tu viện bị phá hủy. Nền là một hình vuông với các cạnh gần 30 mét (98 ft), bao gồm ba ngôi nhà riêng biệt có mái riêng. Trong khi các hội trường lớn và tiền đình nằm ở tòa nhà giữa, khu dùng sinh hoạt nằm ở hai ngôi nhà phụ. Nhà nguyện là căn phòng duy nhất là một phần của hai ngôi nhà.
Trên mỗi góc là một tòa tháp có đường kính 7 mét (22 feet). Trên sân trước có hai tháp cầu thang tạo thành kết nối duy nhất giữa các tầng.
Tòa nhà có các trang trí phục hưng điển hình, nhưng đã bị xóa bỏ vào thế kỷ XIX, nếu không thì bên ngoài vẫn ít nhiều không thay đổi trong hơn 400 năm.
Vào ngày 23 tháng 5 năm 1945, những người lính Anh săn lùng Heinrich Himmler đã giữ Hoàng tử Friedrich Ferdinand của Schleswig-Holstein-Sonderburg-Glücksburg, cùng với gia đình và những người hầu của ông ta, tại điểm đặt súng trong sân của Lâu đài Glücksburg. Quân Anh sau đó cướp phá lâu đài, đánh cắp nữ trang; một số trong đó về sau đã được trả lại. Hoàng tử sau đó đã cáo buộc rằng những người lính này đã khai quật 38 quan tài trong lăng mộ của lâu đài. [5] Cùng năm đó, Albert Speer sử dụng lâu đài làm văn phòng của ông vào ngày 15 tháng 5 và hợp tác trong các cuộc phỏng vấn các thành viên của nhóm Khảo sát ném bom chiến lược Hoa Kỳ về tác động của cuộc chiến tranh trên không đối với Đức. Vào ngày 23 tháng 5, ông ta bị quân đội Anh bắt giữ.

## Khu vườn lâu đài
Khu vườn nhà bếp được tạo ra vào năm 1622 là khu vườn duy nhất của lâu đài cho đến thế kỷ 18, vì khu vườn tu viện cũ đã bị mất do việc xây dựng cái ao, nhằm xây dựng như một cấu trúc phòng thủ, nhưng cũng được sử dụng để câu cá. Từ năm 1706 đến 1709, một khu vườn vui thú nhỏ đã được tạo ra trong khu vực của vườn hoa hồng ngày nay. Từ năm 1733 trở đi, một khu vườn baroque được đặt trong công viên chính trước bên ngoài các tòa nhà, nơi một nhà trữ cam được xây dựng vào năm 1743.
Vào thế kỷ XX, các khu vườn chính thức đã được tu sửa theo kiểu các công viên cảnh quan của Anh, mặc dù các phần của khu vườn cũ vẫn còn. Nhà trữ cam đã được cải tạo vào năm 1827 thành một tòa nhà tân cổ điển, và hiện được sử dụng cho các cuộc triển lãm nghệ thuật và các buổi hòa nhạc.
Glücksburger Rosarium đã được tạo ra trong khu vực của vườn ươm lâu đài cũ ở 1990/91, và phát triển hơn 500 giống hoa hồng khác nhau. Trái ngược với những khu vườn lâu đài, nó là một khu vườn tư nhân và có phí vào cửa.